# Concremiers
Concremiers é uma comuna francesa na região administrativa do Centro, no departamento Indre. Estende-se por uma área de 28,59 km². Em 2010 a comuna tinha 664 habitantes (densidade: 23,2 hab./km²).